# دولت راه بزرگ
دولت راه بزرگ (انگلیسی: Great Way Government) یک دولت دست‌نشانده کوتاه مدت بود در پودانگ در ۵ دسامبر ۱۹۳۷ برای اداره شانگهای تحت اشغال ژاپن در مراحل اولیه جنگ دوم چین و ژاپن اعلام شد.